# Nezamyslice (nádraží)
Nezamyslice jsou železniční stanice v Olomouckém kraji v okrese Prostějov. Leží na elektrizovaných tratích Brno–Přerov a Nezamyslice–Olomouc (3 kV ss), asi 1 km severozápadně od městyse Nezamyslice, oddělena od sídla řekou Hanou.

## Historie
Stanice byla vybudována jakožto součást Moravsko-slezské severní dráhy (sesterská společnost Severní dráhy císaře Ferdinanda KFNB) spojující Brno a Přerov, kde se trať napojovala na existující železnici do Ostravy a Krakova. Autorem univerzalizované podoby rozsáhlé stanice byl pravděpodobně architekt Theodor Hoffmann. 

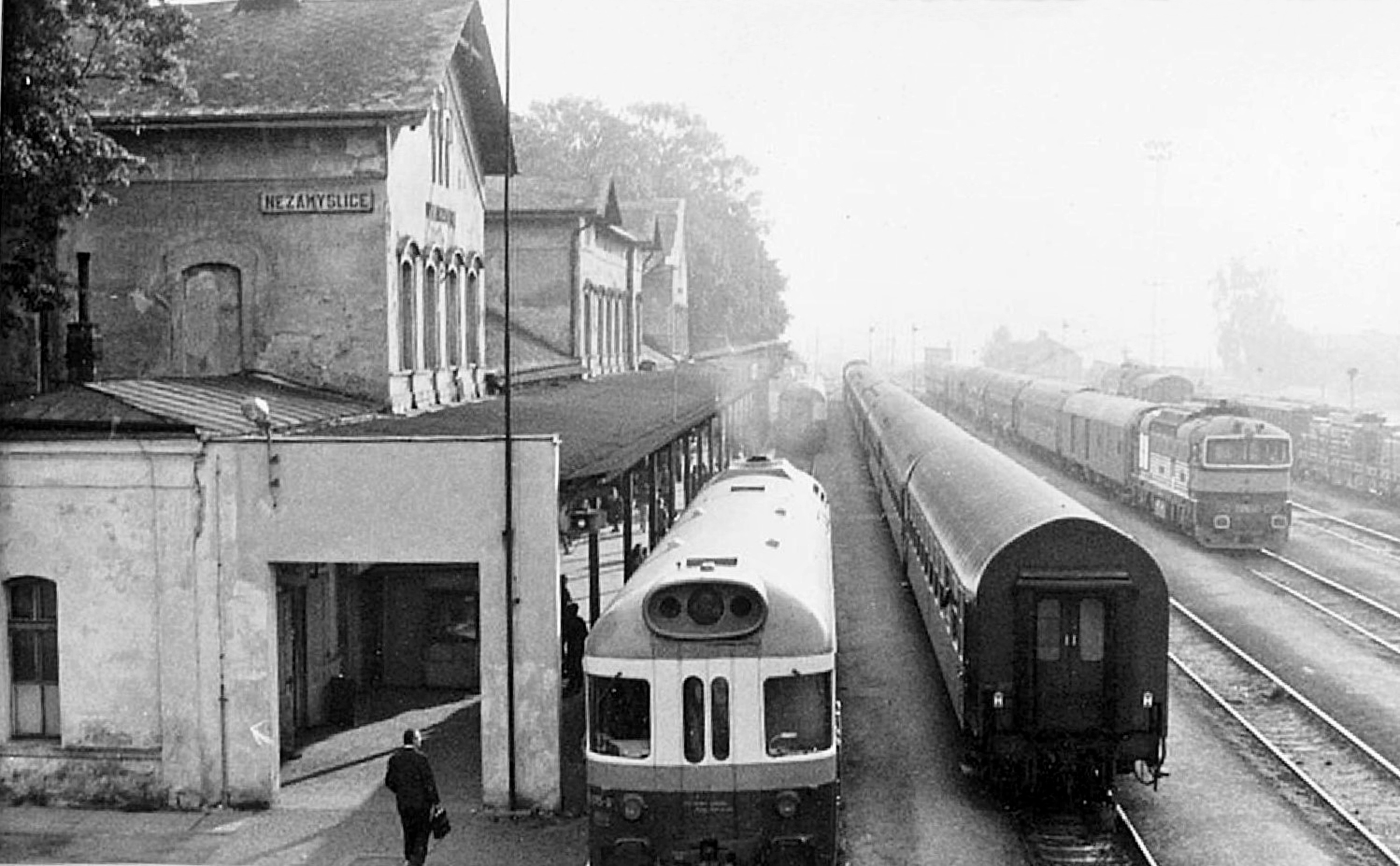
Provoz na nezamyslickém nádraží v 80. letech 20. století

Pravidelný provoz mezi Brnem a Přerovem byl zahájen 30. srpna 1869. 1. července 1870 zprovoznila KFNB propojovací dráhu z Nezamyslic přes Prostějova do Olomouce.
Po Moravsko-slezské severní dráhy v roce 1908 pak obsluhovala stanici jedna společnost, Císařsko-královské státní dráhy (kkStB), po roce 1918 pak správu přebraly Československé státní dráhy.
Elektrická trakční soustava sem byla dovedena v letech 1994–1996. Jižně od stanice se na kilometru 60,605 nachází stykové místo stejnosměrné a střídavé napájecí soustavy (od Brna 25 kV 50 Hz AC, od Prostějova a Přerova 3 kV ss).

### Lokální dráha Nezamyslice–Morkovice
Roku 1909 byl zahájen provoz na 12 kilometrů dlouhé trati do Morkovic (302), kterou provozovala soukromá společnost až do 30. let 20. století, kdy přešla pod ČSD. Osobní doprava na místní dráze byla zastavena roku 1998, kdy byl provoz zastaven pro nekonkurenceschopnost, roku 2005 byla trať zrušena. Trať byla později snesena a v její dráze byla vybudována cyklostezka.

## Popis
Nachází se zde čtyři hranová nekrytá nástupiště, k příchodu k vlakům slouží přechody přes kolejiště. Pro úplný přechod kolejiště slouží ocelový nadchod. V dlouhodobém horizontu je počítáno s modernizací trati na rychlost až 200 km/h jakožto součást vysokorychlostního železničního koridoru Praha-Brno-Ostrava, jeho plánované dokončení se předpokládá okolo roku 2040. Všechny tratě vedoucí do stanice jsou jednokolejné.